# Escravo Fiel e Discreto
Escravo Fiel e Prudente, é uma expressão encontrada na Bíblia usada exclusivamente pelas Testemunhas de Jeová, uma versão chamada pela Sociedade Torre de Vigia de Tradução do Novo Mundo das Escrituras Sagradas. O Escravo Fiel e Prudente é composto de cristãos ungidos e escolhidos por Deus. Os "ungidos" são chamados por Jesus de “sacerdócio real” e composto por 144 mil, “comprados” da terra. Eles foram encarregados por Cristo em ‘divulgar as excelências Daquele que os chamou da escuridão para a sua maravilhosa luz’. Entre o grupo de cristãos ungidos, está o corpo governante, composto por alguns dos seguintes membros:
- Samuel Herd (1999)[1]
- Geoffrey Jackson (2005)[2]
- M. Stephen Lett (1999)[1]
- Gerrit Lösch (1994)[3][4]
- Anthony Morris III (2005)[2]
- Mark Sanderson (2012)[5][6]
- David H. Splane (1999)[1]

## Identificação do escravo fiel e prudente
Segundo as palavras de um dos membros do Corpo Governante, em outubro de 2012, após uma revisão de suas crenças no que tange a profecia de Mateus 24:45-47, "'O escravo fiel e prudente' foi ungido por Jesus em 1914. Este escravo é pequeno, composto de um grupo de homens ungidos que servem na sede mundial durante a presença de Cristo e que estão diretamente envolvidos no preparo e distribuição de alimento espiritual. Quando este grupo trabalha com o Corpo Governante, eles estão agindo como "o escravo fiel e prudente".

### Instituição da classe do Escravo
As Testemunhas de Jeová entendiam que o "escravo fiel e prudente" surgira no dia de Pentecostes de 33 EC, cinquenta dias após a ressurreição de Jesus. Durante aquela festividade, no dia 6 de sivã conforme o calendário judaico, o espírito santo foi derramado sobre uns 120 dos discípulos de Jesus, num quarto de andar superior em 6Jerusalém. Naquele instante nasceu uma nova nação de homens e mulheres ungidos com espírito santo. A partir desse dia, os seus membros começaram a falar com destemor aos habitantes de Jerusalém sobre "as coisas magníficas de Deus" (Atos 2:11). Para as Testemunhas, aquela nova nação, uma espiritual, teria se tornado o "servo ou escravo" que divulgaria às nações a mensagem de Jeová e do Seu Filho, Jesus Cristo, e proveria alimento ou orientação no tempo devido a todos os crentes (1 Pedro 2:9). Esta nação passou a ser chamada apropriadamente de "Israel de Deus" (Gálatas 6:16), em contraste com o Israel natural que havia sido rejeitado devido à sua deslealdade para com Deus e para com o Seu Filho.
Segundo o atual entendimento das Testemunhas, este "escravo fiel e prudente" não poderia ser uma só pessoa. Citam até um precedente bíblico para a designação no singular de um grupo colectivo. Referem-se à nação que precedeu o Israel de Deus, ou seja, os israelitas naturais. Mencionando a Bíblia, lembram que Jeová é citado como se referindo à inteira nação de Israel, 700 anos antes da vinda de Jesus, como "minhas testemunhas", considerando-os logo em seguida como um singular "servo a quem escolhi". (Isaías 43:10) (NM)

### Na atualidade
As Testemunhas de Jeová entendiam, que todos os ungidos, após o Pentecostes de 33 EC, formam o "escravo fiel e prudente". Porém, segundo anunciado pelo Corpo Governante em 6 de outubro de 2012, na Reunião Anual, em um simpósio de 6 partes, esclareceu que, de acordo com a profecia de Jesus do "escravo fiel e prudente", conforme contida em Mateus 24:45-47, o contexto esclarece que este escravo iria aparecer somente nos últimos dias, não antes (Mateus 24:3). Embora tenha certeza de que os apóstolos e anciãos em Jerusalém, junto com outros cristãos do primeiro século eram inspirados e guiados pelo espírito santo de Deus, eles não formavam o "escravo fiel e prudente".
Assim, Testemunhas de Jeová consideram que apenas o grupo de cristãos conhecido como Corpo Governante na sede mundial em Warwick, oferecendo alimento espiritual em forma de literaturas bíblicas, são este "escravo fiel e prudente".
- Mateus 28:18-20

"E Jesus, aproximando-se, falou-lhes, dizendo: Foi-me dada toda a autoridade no céu e na terra. Ide, portanto, e fazei discípulos de pessoas de todas as nações, batizando-as em o nome do Pai, e do Filho, e do espírito santo, ensinando-as a observar todas as coisas que vos ordenei. E eis que estou convosco todos os dias, até à terminação do sistema de coisas." (NM)

## Russell confundido com o Escravo
Para os Estudantes da Bíblia, conforme eram anteriormente conhecidas as Testemunhas de Jeová, Charles Taze Russell, primeiro presidente da Sociedade Torre de Vigia, chegou a ser encarado como o escravo ou o mordomo fiel de Jesus Cristo. O senso de submissão e de sujeição para com Russell induziu muitos dos seus associados a considerá-lo como sendo o próprio "escravo fiel e prudente". Este conceito foi bem destacado no livro publicado em julho de 1917 pela Associação Púlpito do Povo, de Brooklyn, Nova Iorque. Este livro foi chamado O Mistério Consumado e proveu um comentário sobre os livros bíblicos de Revelação, Ezequiel e O Cântico de Salomão. Na sua página do editor, o livro foi chamado de Obra Póstuma do Pastor Russell. Este livro contribuiu para que alguns, naquele tempo, defendessem o conceito que uma pessoa única, Charles Taze Russell, era o "servo fiel e prudente" predito por Jesus (Almeida Corrigida Fiel), servo este que distribuiria alimento espiritual à família da fé. Em especial depois de sua morte, a própria revista A Sentinela expressou esse conceito por vários anos. Em vista do destacado papel que Russell desempenhara, parecia aos Estudantes da Bíblia daquela época que este era o caso. Ele não promoveu pessoalmente essa ideia, mas aceitou a aparente razoabilidade dos argumentos dos que a defendiam.
Ainda assim, Russell acreditava que tal título deveria ser aplicado a uma classe e não a um simples homem. Ele publicou este seu entendimento em A Sentinela (em inglês) de novembro de 1881, página 5. No quarto e no quinto parágrafo antes do fim do artigo intitulado "Na Vinha", Russell escreveu:
"Cremos que cada membro deste corpo de Cristo está empenhado na obra, quer direta quer indiretamente, de dar alimento na época devida à família da fé. "Quem é pois o servo fiel e sábio a quem seu Senhor constituiu governante sobre os de sua casa", para dar-lhes alimento na época devida? Não é aquele "pequeno rebanho" de servos consagrados, que cumprem fielmente seus votos de consagração — o corpo de Cristo — e não é o inteiro corpo, individual e coletivamente, dando o alimento na época devida à família da fé  — a grande companhia de crentes? Bendito é aquele servo (o corpo inteiro de Cristo) a quem o seu Senhor, ao vir, achar fazendo assim. "Deveras, eu vos digo que o constituirá governante sobre todos os seus bens. Ele herdará todas as coisas.""
Diferentemente do passado, hoje para as Testemunhas de Jeová Russell não possui qualquer tipo de destaque em relação aos muitos outros que contribuíram ativamente para o que consideram ser a única religião verdadeira.
Jehovah's Witnesses—Proclaimers of God's Kingdom , as cited by Raymond Franz,
Crisis of Conscience, Commentary Press, 2007, page 67.

## Crítica
Após sua expulsão da organização em 1981, o ex-membro do Corpo Governante Raymond Franz alegou que a descrição do escravo na parábola como uma "classe" de cristãos não era suportada pela escritura e foi usada para enfatizar o conceito do escravo estar conectado a uma organização, diminuindo sua aplicação para os indivíduos no incentivo às qualidades de fé, discrição, vigilância e responsabilidade individual. Ele argumentou que se a aplicação das figuras nas parábolas correspondentes de Jesus como membros de uma classe fosse consistente, também haveria uma "classe dez-mina" e "classe cinco-mina" relacionada a Lucas 19: 12-27 e um "muitos cursos classe" e "poucos cursos classe" decorrentes de Lucas 12: 47-48.
Franz alegou que a liderança emprega sua interpretação da parábola do "escravo fiel e discreto" principalmente para apoiar o conceito de autoridade administrativa centralizada a fim de exercer controle sobre os membros do grupo exigindo sua lealdade e submissão. Ele disse que o remanescente "ungido", que naquela época foi reivindicado para incluir a classe "escrava", teve contribuição insignificante na doutrina e direção da Sociedade Torre de Vigia, que foram estabelecidas pelo Corpo Governante.
Franz também argumentou que a Sociedade Torre de Vigia e suas doutrinas foram construídas sobre o estudo bíblico independente de seu fundador, Charles Taze Russell, que nem consultou nenhuma classe existente de "escravo fiel e discreto" para a iluminação, nem acreditou no conceito ensinado pela Sociedade. Ele concluiu: "Em seus esforços para negar que Jesus Cristo está agora lidando, ou jamais lidaria, com indivíduos separados de uma organização, um 'canal' único, o ensino produz uma posição insustentável. Ele afirma que Cristo fez precisamente que ao lidar com Russell como um indivíduo separado de qualquer organização". Franz também afirmou que o livro de história oficial das Testemunhas de Jeová, Testemunhas de Jeová - Proclamadores do Reino de Deus, deturpou a visão de Russell do "fiel mordomo" enfatizando sua visão inicial de 1881 de que era todo o corpo de Cristo, sem mencionar que ele alterou sua visão quatorze anos depois.

### Sites oficiais das Testemunhas de Jeová
- (em português) - Site oficial das Testemunhas de Jeová
- (em português) - Tradução do Novo Mundo das Escrituras Sagradas[ligação inativa] Bíblia on-line
- (em português) -  Mudanças quanto o conceito de escravo fiel e prudente, reunião anual, outubro de 2012.